# Rhopalomeces leprieuri
Rhopalomeces leprieuri är en skalbaggsart som först beskrevs av Guérin-Méneville 1844.  Rhopalomeces leprieuri ingår i släktet Rhopalomeces och familjen långhorningar.
Artens utbredningsområde är Senegal. Inga underarter finns listade i Catalogue of Life.